# 2019年科摩羅總統選舉
2019年科摩羅總統選舉及地方選舉在2019年3月24日於科摩羅舉行，第二輪總統選舉原定在4月21日舉行，但現任總統阿扎利·阿苏马尼在第一輪投票獲得過半支持票，成功連任而毋須舉行第二輪投票。

## 選舉制度
科摩罗总统以輪替制進行，國內三個主要島嶼：昂儒昂岛、大科摩罗岛和莫埃利島將輪流派人出任總統一職，2010年總統選舉的候選人被規定是來自莫埃利；2016年總統選舉則都來自大科摩罗。因此，原定下一場舉行的選舉將會選出來自昂儒昂的總統。
不過，2018年修憲公投則決定撤銷輪替制，改為採用两轮选举制。若沒有候選人在第一輪投票中獲得超過50%選票，其將進入第二輪投票。修憲公投最後獲得通過，政府其後決定押後總統選舉，並容許阿苏马尼爭取連任。
修憲公投令最受影響的昂儒昂在2018年10月爆發武裝起義，數日後被軍隊鎮壓。

## 候選人
是次有20名候選人登記參加總統選舉，最高法院會決定哪些候選人提名有效。候選人包括爭取第二個任期的現任總統阿苏马尼，在2016年選舉的全國投票中落敗的穆罕默德·阿里·索利希、武歷·巴勒克，2016年選舉的初選中落敗的薩利·姆薩迪。20名登記參選人士中，7人被判提名無效，包括主要反對派領袖易卜拉欣·穆罕默德·索爾
。
| 有效候選人                                               | 有效候選人     | 有效候選人                                  |
| 候選人                                                   | 政黨           | 備註                                        |
| -------------------------------------------------------- | -------------- | ------------------------------------------- |
| 馬哈茂德·阿哈馬達（Mahamoud Ahamada）                    | 無黨籍         | 前總統艾哈迈德·阿卜杜拉·穆罕默德·桑比的律師 |
| 阿扎利·阿苏马尼                                          | 復興科摩羅大會 | 現任總統                                    |
| 賽義德·賈法爾·魏美斯（Said Djaffar Elmacely）            | 無黨籍         |                                             |
| 哈薩尼·哈馬迪（Hassani Hamadi）                          | 無黨籍         | 大科摩罗州長                                |
| 法赫米·賽義德·易卜拉欣                                   | 無黨籍         |                                             |
| 哈米都·賈利希拉（Hamidou Karihila）                      | 無黨籍         | 前阿拉伯世界事務部長、前復興大會黨員        |
| 賽義德·賴里夫（Saïd Larifou）                            | 無黨籍         | 開明青年發展倡議運動黨領袖                  |
| 阿里·馬吉（Ali Mhadji）                                  | 無黨籍         | 堪布議員、前復興大會黨員                    |
| 易卜拉欣·阿里·姆津巴（Ibrahim Ali Mzimba）               | 無黨籍         | 律師協會會長                                |
| 薩利姆·薩迪（Salim Saadi）                               | 無黨籍         | 企業家                                      |
| 艾哈邁德·賽義德（Achmet Saïd）                           | 無黨籍         | 科學及科技院院長                            |
| 穆罕默德·阿里·索利希（Mohamed Ali Soilihi）              | 科摩羅發展聯盟 |                                             |
| 穆罕默德·索利希（Mohamed Soilihi）                       | 無黨籍         | 前軍隊參謀長                                |
| 武歷·巴勒克·賽義德·蘇力克（Mouigni Baraka Saïd Soilihi） | 無黨籍         | 前大科摩罗州長                              |
| 無效候選人                                               |                |                                             |
| 寶衡·阿卜杜拉（Bourhane Abdallah）                       | 無黨籍         | 企業家                                      |
| 優素福·薄拿（Youssouf Boina）                            | 無黨籍         |                                             |
| 巫岱佛·賽義德·謝赫（Moustoifa Saïd Cheikh）              | 民主前線       |                                             |
| 薩利赫·穆罕默德·薩利赫（Soilihi Mohamed Soilihi）        | 無黨籍         | 前駐美國大使                                |
| 蘇烈斯（Zile Soilih）                                    | 無黨籍         |                                             |
| 易卜拉欣·穆罕默德·索爾（Ibrahim Mohamed Soulé）          | 太陽黨         |                                             |
| 資料來源：Al-Watwan（页面存档备份，存于）                |                |                                             |

## 結果
| 候選人                    | 政黨               | 得票    | %     |
| ------------------------- | ------------------ | ------- | ----- |
| 阿扎利·阿苏马尼           | 復興科摩羅大會     | 96,635  | 60.77 |
| 馬哈茂德·阿哈馬達         | 無黨籍             | 23,233  | 14.62 |
| 武歷·巴勒克·賽義德·蘇力克 | 無黨籍             | 8,851   | 5.57  |
| 穆罕默德·索利希           | 無黨籍             | 6,110   | 3.84  |
| 哈米都·賈利希拉           | 無黨籍             | 3,880   | 2.44  |
| 法赫米·賽義德·易卜拉欣    | 無黨籍             | 3,782   | 2.38  |
| 哈薩尼·哈馬迪             | 無黨籍             | 3,576   | 2.25  |
| 賽義德·賴里夫             | 無黨籍             | 3,368   | 2.12  |
| 艾哈邁德·賽義德           | 無黨籍             | 3,326   | 2.09  |
| 易卜拉欣·阿里·姆津巴      | 無黨籍             | 2,185   | 1.38  |
| 阿里·馬吉                 | 無黨籍             | 1,484   | 0.93  |
| 賽義德·賈法爾·魏美斯      | 無黨籍             | 1,474   | 0.93  |
| 薩利姆·薩迪               | 無黨籍             | 1,104   | 0.69  |
| 無效／棄權票              | 無效／棄權票       | 7,439   | –     |
| 總數                      | 總數               | 166,447 | 100   |
| 已登記選民／投票率        | 已登記選民／投票率 | 309,137 | 53.84 |
| 資料來源：CENI            |                    |         |       |

## 後續
排名第四的穆罕默德·索利希呼籲選委會宣布選舉無效，並籌備發動公民不合作運動，索利希其後被捕。科摩羅的軍事基地亦在總統選舉後傳出槍聲。